# نيل مكدونالد (كاتب)
نيل مكدونالد (بالإنجليزية: Neil McDonald)‏ هو لاعب شطرنج وكاتب بريطاني، ولد في 21 يناير 1967 في غريفزند ‏ في المملكة المتحدة.

## وصلات خارجية
- نيل مكدونالد على موقع الاتحاد الدولي للشطرنج (الإنجليزية)
- نيل مكدونالد على موقع مباريات الشطرنج (الإنجليزية)
- نيل مكدونالد على موقع 365Chess.com (الإنجليزية)
- نيل مكدونالد على موقع Chesstempo.com (الإنجليزية)